# Boston Marathon 1951
De Boston Marathon 1951 werd gelopen op donderdag 19 april 1951. Het was de 55e editie van de Boston Marathon. Aan deze wedstrijd mochten geen vrouwen deelnemen. De Japanner Shigeki Tanaka kwam als eerste over de streep in 2:27.45.
Het parcours is te kort gebleken. Het had namelijk niet de lengte van 42,195 km, maar 41,1 km.

## Uitslag
| rang   | naam                | land | tijd    |
| ------ | ------------------- | ---- | ------- |
| Goud   | Shigeki Tanaka      | JPN  | 2:27.45 |
| Zilver | John Lafferty       | USA  | 2:31.15 |
| Brons  | Athanassios Ragazos | GRE  | 2:35.27 |
| 4      | Louis White         | USA  | 2:35.53 |
| 5      | Shunji Koyanagi     | JPN  | 2:38.36 |
| 6      | Johny A. Kelley     | USA  | 2:39.09 |
| 7      | Gérard Côté         | CAN  | 2:41.15 |
| 8      | Yoshitaka Uchikawa  | JPN  | 2:41.31 |
| 9      | Hiromi Haigo        | JPN  | 2:42.23 |
| 10     | Jesse van Zant      | USA  | 2:43.35 |

1897 ·
1898 ·
1899 ·
1900 ·
1901 ·
1902 ·
1903 ·
1904 ·
1905 ·
1906 ·
1907 ·
1908 ·
1909 ·
1910 ·
1911 ·
1912 ·
1913 ·
1914 ·
1915 ·
1916 ·
1917 ·
1918 ·
1919 ·
1920 ·
1921 ·
1922 ·
1923 ·
1924 ·
1925 ·
1926 ·
1927 ·
1928 ·
1929 ·
1930 ·
1931 ·
1932 ·
1933 ·
1934 ·
1935 ·
1936 ·
1937 ·
1938 ·
1939 ·
1940 ·
1941 ·
1942 ·
1943 ·
1944 ·
1945 ·
1946 ·
1947 ·
1948 ·
1949 ·
1950 ·
1951 ·
1952 ·
1953 ·
1954 ·
1955 ·
1956 ·
1957 ·
1958 ·
1959 ·
1960 ·
1961 ·
1962 ·
1963 ·
1964 ·
1965 ·
1966 ·
1967 ·
1968 ·
1969 ·
1970 ·
1971 ·
1972 ·
1973 ·
1974 ·
1975 ·
1976 ·
1977 ·
1978 ·
1979 ·
1980 ·
1981 ·
1982 ·
1983 ·
1984 ·
1985 ·
1986 ·
1987 ·
1988 ·
1989 ·
1990 ·
1991 ·
1992 ·
1993 ·
1994 ·
1995 ·
1996 ·
1997 ·
1998 ·
1999 ·
2000 ·
2001 ·
2002 ·
2003 ·
2004 ·
2005 ·
2006 ·
2007 ·
2008 ·
2009 ·
2010 ·
2011 ·
2012 ·
2013 ·
2014 ·
2015 ·
2016 ·
2017 ·
2018 ·
2019 ·
2020 ·
2021 ·
2022